# Loi de limitation
En grec ancien, l’accent ne peut remonter au-delà de la troisième syllabe à partir de la fin du mot, et est fixé par la loi de limitation.
Plus précisément, si la dernière syllabe est brève, il ne peut y avoir d'accent aigu au-delà de la troisième syllabe à partir de la fin, et il ne peut y avoir d'accent circonflexe au-delà de la pénultième ; et si elle est longue, l'accent aigu ne peut reculer au-delà de la pénultième, et le circonflexe ne peut se placer que sur la finale.
Les seules exceptions à cette loi sont liées à des métathèses de quantité postérieures à la fixation de l'accent. Par exemple, l’accentuation apparemment anormale de τῆς πόλεως s’explique par une métathèse de quantité appliquée à l’ancienne forme πόληος.
Cette loi propre au grec explique un certain nombre de différences entre l'accentuation du grec et celle de l'indo-européen.